# Legge 17 agosto 1942, n. 1150
La legge 17 agosto 1942, n. 1150 è una legge italiana in tema di urbanistica. Emanata dal governo Mussolini, è tuttora in vigore.

## Evoluzione storica
La norma mirava a dettare una disciplina generale ed uniforme sul territorio nazionale, innovando i "piani regolatori edilizi". In particolare introduceva delle disposizioni di tipo procedurale per la redazione e l'approvazione dei piani urbanistici come i piani regolatori generali e i piani territoriali di coordinamento.
A partire dal secondo dopoguerra ha subito varie modificazioni nel corso del tempo, ad esempio gli articoli da 13 a 23 sono stati aboliti limitatamente però alle norme riguardanti l'espropriazione per pubblica utilità ai sensi del DPR 8 giugno 2001, n. 327; inoltre alcune parti sono state implicitamente sostituite o abrogate anche dal D.P.R. 15 gennaio 1972, n. 8 e dal DPR 6 giugno 2001, n. 380.

## Contenuti
Rispetto alla legge 25 giugno 1865, n. 2359, introdusse numerose novità al "piano regolatore" introdotto dalla norma del 1865, in particolare
- ne mutò il nome in "piano regolatore generale" estendendone la validità all'intero territorio comunale anche non urbanizzato;
- è obbligatorio per comuni più importanti compresi in un elenco redatto dal ministero dei lavori pubblici prima e dalle regioni d'Italia poi;[2]
- non è direttamente attuativo, necessita di un ulteriore livello di attuazione;
- non ha scadenza, così facendo si escludono vuoti normativi;
- ha veste simbolica, i simboli fanno riferimento alla tipologia di fabbricazione sull'area.

Altre innovazioni sono l'introduzione della licenza edilizia, del piano particolareggiato quale strumento di attuazione del PRG, alcune disposizioni sull'espropriabilità dei terreni dei privati per finalità urbanistiche, l'attribuzione di competenza tecnica in materia di urbanistica al consiglio superiore dei lavori pubblici e l'introduzione del concetto della "zonizzazione" e delle aree di lottizzazione. La norma prevedeva inoltre l'adozione dei cosiddetti strumenti urbanistici ossia cominciava a stabilire le regole della pianificazione territoriale.